# Marillac-le-Franc
Marillac-le-Franc é uma comuna francesa na região administrativa da Nova Aquitânia, no departamento de Charente. Estende-se por uma área de 14,49 km². Em 2010 a comuna tinha 833 habitantes (densidade: 57,5 hab./km²).